# GROWIN' UP
「GROWIN' UP」（グローウィン・アップ）は、渡辺美里の楽曲。1985年8月25日にEPIC・ソニー (現・エピックレコードジャパン) より発売された2枚目のシングル。

## 概要
デビューシングル「I'm Free」（ケニー・ロギンスのカバー曲）、及びカップリング曲の「タフな気持で (Don't Cry)」（エイジアの「Don't Cry」のカバー曲）はいずれもカバー曲だったため、渡辺のシングルで初のオリジナル曲としてリリースされた。
本作は、発売当初EP盤のみのリリースだったが、1989年12月1日に8cmCDにフォーマットを変更しリリースされた。

## 収録曲
全作詞：神沢礼江
1. GROWIN' UP
作曲：岡村靖幸、編曲：後藤次利
2. ルージュの色よりもっと
作曲：亀井登志夫、編曲：大村雅朗

## 収録アルバム
- 『eyes』 (#2)
- 『HELLO LOVERS』 (#9)  ※セルフカバー
- 『Sweet 15th Diamond』 (#12)
- 『M・Renaissance〜エム・ルネサンス〜』 (#3)
- 『25th Anniversary Misato Watanabe Complete Single Collection〜Song is Beautiful〜』 (#2)